# Betsy van Vloten
Elizabeth (Betsy) van Vloten (Deventer, 12 juli 1862 – Haarlem, 21 februari 1946) was een Nederlands dichter en schrijver.

## Jeugd
Van Vloten werd geboren in Deventer; ze was een van de drie dochters van de wetenschapper Johannes van Vloten en Elisabeth van Gennep. De vertaalsters Martha en Kitty van Vloten waren haar zusters. In 1868 verhuisde het gezin naar Bloemendaal en in 1876 naar Haarlem.  Ze bezocht de eerste in 1867 opgerichte mms in Haarlem. Van Vloten rondde in 1881 de mms af en ging daarna een jaar aan de Sorbonne in Parijs studeren.In 1882 vertrok ze naar Londen, waar ze enige tijd les gaf op een pensionaat. In hetzelfde jaar keerde ze terug naar Haarlem.

## Contact met de 'Tachtigers'
Van Vlotens oudere zuster Martha was verloofd met Frederik van Eeden. In zijn kielzog bezochten ook andere jonge schrijvers het ouderlijk huis aan het Florapark in Haarlem, zoals Sam Aletrino en Albert Verwey. Uit deze eerste contacten ontstond het 'clubzusterschap' van de gezusters Martha, Betsy en Kitty van Vloten met de Tachtigers. De term 'clubzusters' was geïntroduceerd door Frans Erens. Hij doelde op vriendinnen die in hun jeugd dezelfde interesses deelden en daardoor een band kregen, die hen voor het leven aaneensmeedde, in dit geval met de kunstenaars die zich rondom het tijdschrift De Nieuwe Gids groepeerden. Rachel Mendes da Costa, die in 1891 met Sam Aletrino trouwde, werd ook tot de clubzusters gerekend.
Een van de Tachtigers die van Vloten leerde kennen, en met wie zij een vriendschappelijke verhouding kreeg, was Frank van der Goes, die tot de vleugel van de Tachtigers behoorde, met uitdrukkelijke (socialistisch) politieke interesses. Ze correspondeerden, en gingen samen uit dineren. Ook schaatsten en wandelden ze samen.

## Dichter en schrijver
Na haar scheiding in 1902 zond Betsy een gedicht in ter publicatie aan Lodewijk van Deyssel. Het gedicht werd niet gepubliceerd. Enkele door haar geschreven sprookjes werden wel gepubliceerd (onder haar naam E. Witsen – van Vloten):
- 'Langsnuitje' – in: De XXste Eeuw, mei 1905
- 'De jonge steenhouwer' – in: De XXste Eeuw, 1905
- 'Klompertje en zijn hoedje' – in: De XXste Eeuw, maart 1906

## Privé

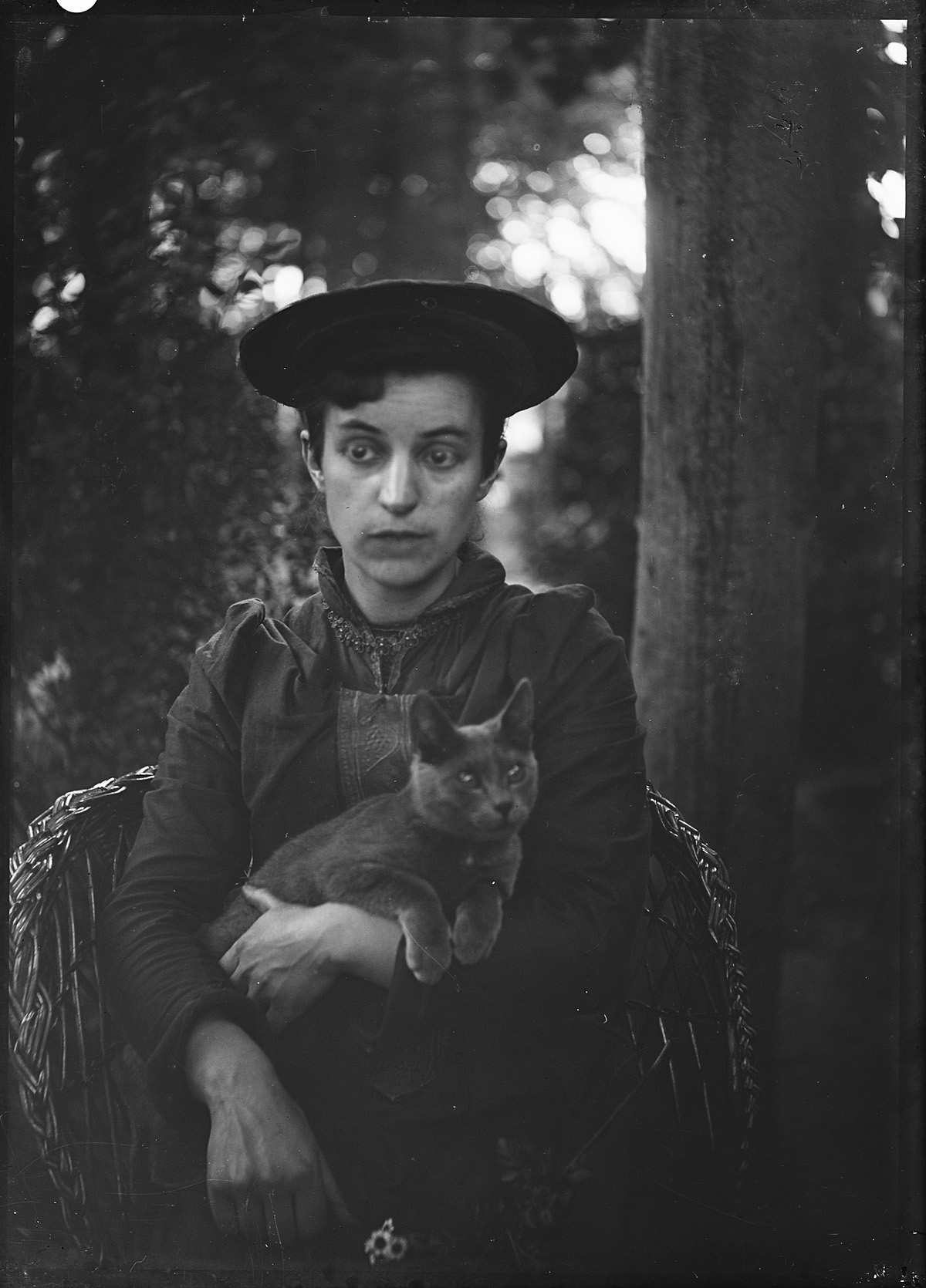
Van Vloten (foto Willem Witsen, 1893)

In de zomer van 1890 kreeg van Vloten een relatie met de kunstschilder Willem Witsen. Op 4 mei 1893 trouwden van Vloten en Witsen in Haarlem. De getuigen waren Hein Boeken en Jacobus van Looy. Na hun huwelijk gingen van Vloten en Witsen in Villa 'De Zonneberg' in Ede wonen. Ze hadden het niet breed. Ze kregen drie kinderen: Willem (5 maart 1894), Erik (10 juli 1896) en Odo (27 juli 1898)
Regelmatig logeerden er voor korte of lange tijd kennissen uit de kring van de Tachtigers in Ede, waaronder Willem Kloos en Hein Boeken.
In 1902 scheidden van Vloten en Witsen. Ze verhuisde naar Ieper; Witsen ging wonen op de Van Lennepkade in Amsterdam. Hij verplichtte zich jaarlijks een alimentatie van vierduizend gulden aan van Vloten te betalen. In 1904 verhuisde van Vloten naar Aerdenhout. Ze betrok daar een voor haar door Willem Cornelis Bauer gebouwd huis met de naam 'Gimlihuize'. De naam verwees naar Gimlé of Gimli, een 'tegen het vuur beschermde plaats' in de Noordse mythologie. Uit de naamgeving blijkt van Vlotens kennis van de Edda en soortgelijke geschriften; ze zag haar scheiding als de ondergang van de oude wereld en hoopte in de toekomst voor dergelijke rampen bespaard te blijven.
Op 14 augustus 1907 huwde Betsy met Johann Sebastian Brandts Buys. Op 22 juni 1909 werd de scheiding uitgesproken.
In 1918 verhuurde Betsy Gimlihuize en ging zelf weer in Haarlem wonen. Ze raakte daar bekend vanwege haar excentrieke gedrag. Ook het gedrag van haar jongste zoon Odo, die bij haar bleef wonen, zal daar wel aan bijgedragen hebben. Hij werd daar wel aangeduid als 'een aristocratische clochard'.